# Audrey Dalton
Audrey Dalton és una actriu americana d'origen irlandès, nascuda el 21 de gener de 1934, a Dublín.
Al final de la infantesa, va començar a actuar en teatre, després va anar a la Royal Academy of Dramatic Art, a Londres. A l'inici dels anys cinquanta, va ser triada per un dirigent de la Paramount per participar en algunes pel·lícules dramàtiques com La meva cosina Rachele (1952), L'illa del plaer (1953) i Titanic (1953). Va aparèixer més tard enThe Monster That Challenged the World (1957) i Mr. Sardonicus (1961), després va ampliar el seu èxit als anys seixanta, en freqüents aparicions a sèries de televisió, sobretot Perry Mason, Bonanza o Els misteris de l'Oest.
Es va casar una primera vegada amb el director James H. Brown, amb qui va tenir quatre fills i de qui es va divorciar el 1977. El 1979, es va tornar a casar amb l'enginyer Rod F. Simenz.

## Filmografia
Filmografia:
- 1952: My Cousin Rachel: Louise Kendall
- 1953: The Girls of Pleasure Island: Hester Halyard
- 1953: Titanic: Annette Sturges
- 1954: La gran nit de Casanova (Casanova's Big Night): Elena Di Gambetta
- 1954: Drum Beat: Nancy Meek
- 1955: The Prodigal: Ruth
- 1955: Confession: Louise Nelson
- 1956: Hold Back the Night: Kitty
- 1957: The Monster That Challenged the World: Gail MacKenzie
- 1958: Thundering Jets: Susan Blair
- 1958: Taules separades (Separate Tables): Jean
- 1959: This Other Eden: Alcaldessa McRoarty
- 1959: Lone Texan: Susan Harvey
- 1961: El baró Sardonicus (Mr. Sardonicus): Maude Sardonicus
- 1964: Kitten with a Whip: Virginia Stratton
- 1965: The Bounty Killer: Carole Ridgeway
- 1966: The Wild Wild West, (sèrie TV) - temporada 2 episodi 2, The Night of the Golden Cobra, d'Irving J. Moore: Veda Singh